# Superfície normal
Em matemática, um superfície normal é uma superfície dentro de uma 3-variedade triangulada que intersecta cada tetraedro de modo que cada componente de interseção é um triângulo ou um quadrilátero (veja a figura). Um triângulo corta um dos vértices do tetraedro enquanto um quadrilátero separa os pares de vértices. Uma superfície normal pode ter muitas componentes de intersecção, chamadas de discos normais, com um tetraedro, mas não há como dois discos normais serem quadriláteros que separem pares de vértices diferentes uma vez que isso faria com que a superfície tivesse auto-interseção.

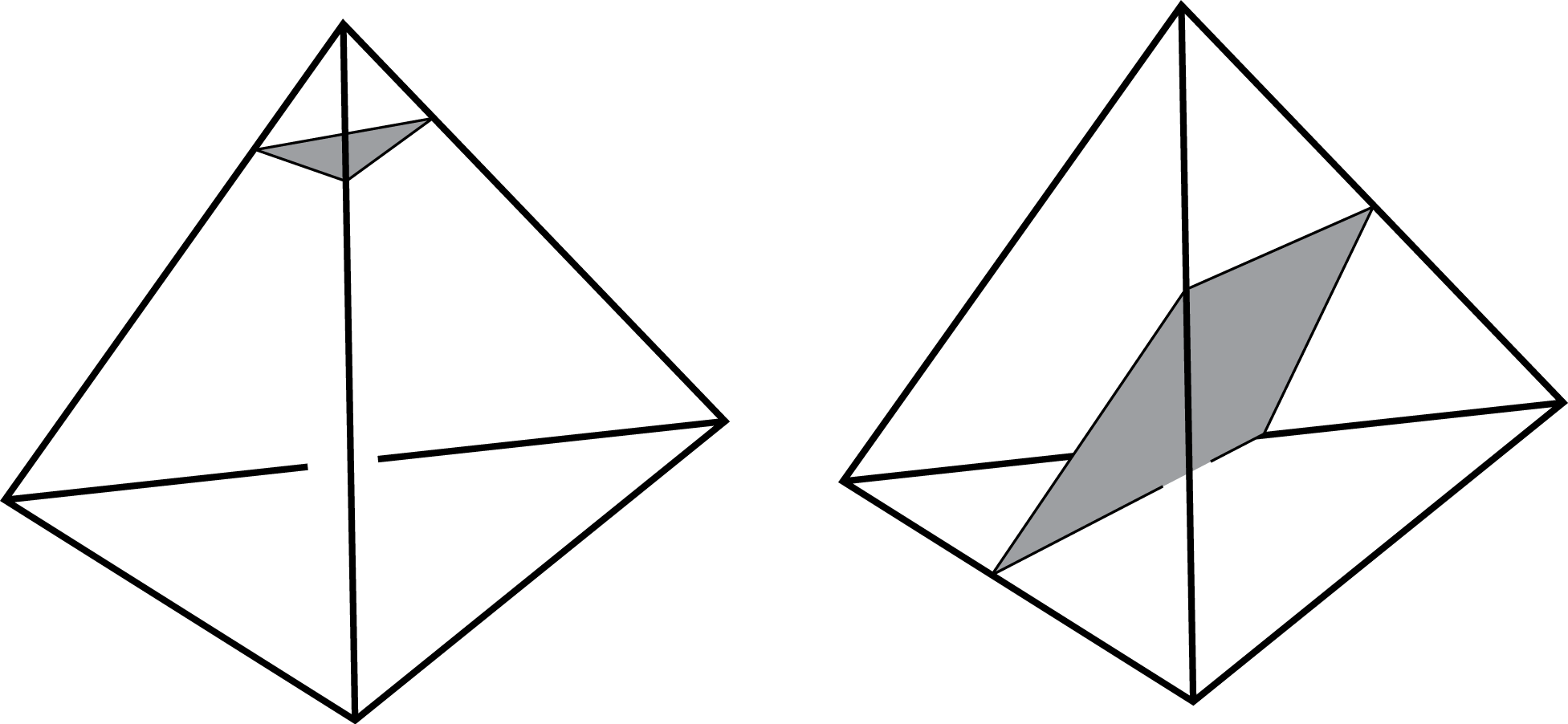
Uma superfície normal intercepta um tetraedro em (possivelmente muitos) triângulos (ver acima, à esquerda) e quadriláteros (ver acima, à direita).

Dualmente, uma superfície normal pode ser considerada como uma superfície que intersecta cada ansa de uma dada estrutura de ansa na 3-variedade de uma forma especificada similar à que foi descrita acima.
O conceito de superfície normal pode ser generalizado para poliedros arbitrários. Há também uma noção relacionada de superfície quase normal.
O conceito de superfície normal é devido a Hellmuth Kneser, que a utilizou em sua prova do teorema de decomposição primária para 3-variedades. Mais tarde, Wolfgang Haken expandiu e refinou a noção para criar a teoria de superfícies normais, que está na base de muitos dos algoritmos da teoria de 3-variedades. A noção de superfícies quase normais é devida a Hyam Rubinstein.
Regina é um software que enumera superfícies normais e quase-normais em 3-variedades trianguladas, implementando o algoritmo de reconhecimento de 3-esferas de Rubinstein, entre outras coisas.

## Leitura complementar
- Hass, Joel (julho 2012), What is an almost normal surface?, arXiv:1208.0568